# Westlicher Achtermoorteich
Der Westliche Achtermoorteich ist ein Stillgewässer in Hamburg-Lohbrügge im Achtermoor im Nordwesten des Naturschutzgebiets Boberger Niederung. Er ist durch Torfabbau entstanden.
Er wird als vom Pachtgewässer vom Bergedorfer Anglerverein betreut.
Die Nutzung des westlichen Teichs als Badesee ist aufgrund der Beschränkungen im Naturschutzgebiet nur unter strengen Auflagen möglich.